# Катлер, Лизандер
Лизандер Катлер (Lysander Cutler) (16 февраля 1807 — 30 июля 1866) — американский бизнесмен, редактор и политик, генерал федеральной армии во время американской Гражданской войны. Известен в основном участием в обороне хребта Мак-Ферсона в первый день сражения при Геттисберге.

## Ранние годы
Катлер родился в семье фермера в Роялстоне, штат Массачусетс. Его не устроило примитивное образование в местных школах, и несмотря на протесты отца, он выбрал карьеру учителя. В 21 год он переехал в Декстер, штат Мэн. В 1830-е годы он служил полковником мэнского ополчения и воевал с индейцами, но это был его единственный военный опыт. Остальное время он посвящал бизнесу: Катлер основал лесопилку, литейную мастерскую, мельницу и сукновальню. Он так же занимался инвестированием в фабричный бизнес и в строительство. Он так же занимал гражданские должности: был членом городского правления, директором железной дороги, попечителем колледжа, а в 1841 году стал членом палаты представителей штата.
Основанная им в 1843 году сукновальня сгорела в 1853 году, отчего он потерял все свои вложения. Финансовый кризис 1856 года и депрессия 1857 года окончательно разорили его, так что он покинул Мэн и переехал в Висконсин, в Милуоки, чтобы начать бизнес с начала. Он стал работать на шахтёрскую кампанию, совершая частые поездки в Индейскую территорию. Кампания в итоге разорилась, но Катлер успел начать торговать зерном, что дало ему средства к существованию.

## Гражданская война
Когда началась Гражданская война, Катлер был преуспевающим бизнесменом 54-х лет. Он вступил в добровольческую армию США и, принимая во внимание его опыт войны с индейцами, его назначили полковником 6-го Висконсинского пехотного полка. Этот полк впоследствии стал частью знаменитой «Железной бригады».
Несмотря на отдельные трудности в этой должности, 13 марта 1862 года Катлер стал временным командиром 3-й бригады 3-й дивизии I корпуса Потомакской армии (бывшей бригады Руфуса Кинга.) Эта бригада состояла из четырёх полков:
- 2-й Висконсинский пехотный полк, полк. Эдгар О’Коннор
- 6-й Висконсинский пехотный полк
- 7-й Висконсинский пехотный полк, полк. Уильям Робинсон
- 19-й Индианский пехотный полк, полк. Соломон Мередит

7 мая Катлер вернулся к командованию полком, а бригаду возглавил Джон Гиббон. Первым сражением в карьере Катлера стало второе сражение при Булл-Ран, где 28 августа он атаковал позиции Томаса Джексона у Броунерс-Фарм. В этом бою он был тяжело ранен в правое бедро, из-за чего пропустил Мэрилендскую кампанию и сражение при Энтитеме.
Когда Гиббон был повышен до командира дивизии, он рекомендовал передать бригаду Катлеру, но её отдали Соломону Мередитту, из-за его хороших связей в Вашингтоне. Однако, в ходе сражения при Фредериксберге дивизионный командир Эбнер Даблдей остался недоволен командованием Мередита и временно передал бригаду Катлеру. После сражения Катлер получил звание бригадного генерала, датированное 29 ноября 1862 года.
Весной 1863 года Катлер стал командовать 2-й бригадой в дивизии Джеймса Уодсворта (I корпус), которая состояла из пяти полков:
- 7-й Индианский пехотный полк, подп. Ира Гровер
- 76-й Нью-Йоркский пехотный полк, полк. Уильям Уэйнрайт
- 95-й Нью-Йоркский пехотный полк, полк. Джордж Биддль
- 147-й Нью-Йоркский пехотный полк, полк. Джон Батлер
- 56-й Пенсильванский пехотный полк, полк. Уильям Хоффман

В этой должности он прошёл сражение при Чанселорсвилле, где его бригада активно задействована не была.

## Послевоенная деятельность
Катлер покинул армию 30 июня 1865 года. Его здоровье постоянно ухудшалось. 30 июля 1866 года он умер от инфаркта, который врачи объяснили осложнениями от ран, полученных при Глоб-Таверн. Он был похоронен на кладбище Форест-Хоум-Семетери в Милуоки, Висконсин.